# زن طلایی‌پوش
زنی با لباس طلایی رنگ (انگلیسی: Woman in Gold) یک فیلم درام بریتانیایی-آمریکایی است به کارگردانی سایمون کرتیس و نویسندگی الکسی کی کمبل که در سال ۲۰۱۵ منتشر شد.
زنی با لباس طلایی رنگ، که بر اساس ماجرایی واقعی ساخته شده، دربارهٔ زنی یهودی اتریشی به نام ماریا آلتمن است که برای بازپس گرفتن تابلویی نقاشی مشهور به پرتره آدل بلوخ باوئر اول که توسط نازی‌ها از خانوادهاش دزدیده شده، مبارزه می‌کند. «ماریا آلتمن» (هلن میرن) با کمک وکیل آمریکایی جوانی، به نام «رندل شوئنبرگ» (رایان رینولدز) تلاش می‌کنند، «پرتره آدل بلاخ-باوئر» (به انگلیسی: Portrait of Adele Bloch-Bauer I) اثر مشهور گوستاو کلیمت را از مقام‌های اتریشی باز پس گیرد.
این فیلم در ۹ فوریه ۲۰۱۵ در بخش جشن های ویژه برلیناله از شصت و پنجمین جشنواره بین‌المللی فیلم برلین اکران شد و بعد، در ۱۰ آوریل ۲۰۱۵ در بریتانیا و در ۱ آوریل در آمریکا منتشر شد.

## داستان
در مجموعه ای از فلش بک ها، ماریا آلتمن به یاد آنشلوس، رسیدن قوای نازی به وین، شکنجه جامعه یهودی و غارتگری نازی ها علیه خانواده های یهودی می افتد. ماریا آلتمن و اعضای خانواده اش سعی می کنند به آمریکا فرار کنند اما در این راه، مجبور می شود والدینش را در وین رها کند. 
در زمان حال، آلتمن پیر و بیوه شده و در لس آنجلس زندگی می کند و به مراسم ختم خواهرش می رود. او نامه هایی در وسایل خواهرش پیدا می کند که متعلق به اواخر دهه ۱۹۴۰ هستند و می فهمد نازی ها آثاری هنری متعلق به خانواده بلوخ-بائر را دزدیده بودند. مهم ترین اثر، پرتره آدل بلوخ-بائر است که در حال حاضر تحت عنوان "زن طلایی پوش" در اتریش نگهداری می شود. 
آلتمن از وکیل کم تجربه ای به نام ای رندال شونبرگ کمک می گیرد تا این اثر به کشور برگردد. اما وزیر کشور و مدیر هنری حاضر به پس دادن اثر نیستند و می گویند خاله اش این تابلو را به گالری بخشیده است. با تحقیقات بیشتر مشخص می شود اینطور نیست و نازی های آن را از ادل بلوخ-بائر به زور گرفته اند. در نهایت آلتمن و شونبرگ در دادگاه پیروز نمی‌شوند و به آمریکا برمی گردند. 
چند ماه بعد، شونبرگ در دادگاه آمریکا علیه دولت اتریش دادخواهی پر می کند. در این درخواست به دیوان عالی ایالات متحده رفته و شونبرگ به اتریش می رود تا در مقابل سه قاضی از خواسته خود دفاع کند. در طول جلسه، ناگهان آلتمن از راه می رسد تا از وکیلش حمایت کند. در نهایت رای به نفع آلتمن صادر شده و نقاشی به او داده می شود تا به صورت دائمی، در گالری رونالد لادر در نیویورک نمایش داده شود.

## بازیگران
- هلن میرن[۵] در نقش ماریا آلتمن
- تاتیانا مازلانی[۵] در نقش جوانی ماریا آلتمن
- رایان رینالدز در نقش رندال 'رندی' شونبرگ
- دنیل برول در نقش هوبرتوس چرنین
- کیتی هولمز[۶] در نقش پم شونبرگ
- مکس ایرنز[۷] در نقش فردریک "فریتز" التمن
- الن کوردونر در نقش گوستاو بلوخ-بائر
- هنری گودمن در نقش فردیناند بلوخ-بائر
- نینا کانزندورف در نقش تریزا بلوخ-بائر
- آنتیه تراوه در نقش ادل بلوخ-بائر[۶]
- چارلز دنس[۷] در نقش شرمن
- الیزابت مک گاورن[۷] در نقش قاضی فلورنس-ماری کوپر
- جاناتان پرایس[۷] در نقش قاضی ارشد ویلیام رنکویست
- فرانسیس فیشر در نقش باربارا شونبرگ[۸]
- تام شیلینگ در نقش هنریش
- موریتس بلیبترو[۷] در نقش گوستاو کلیمت
- یوستوس فون دونانی در نقش آقای دریمن
- لودگر پیستور در نقش رادولف رن
- الیویا سیلاوی در نقش وزیر الیزابت گرر
- روپرت ویکام در نقش میانجی
- آنتونی هاول در نقش مأمور اتریشی
- کریستال کلارک